# Erska landskommun
Erska landskommun var en tidigare kommun i dåvarande Älvsborgs län.

## Administrativ historik
Kommunen bildades i Erska socken i Bjärke härad i Västergötland när 1862 års kommunalförordningar trädde i kraft.  
Vid kommunreformen 1952 uppgick den i Bjärke landskommun som upplöstes 1974 då denna del uppgick i Alingsås kommun. 

## Politik

### Mandatfördelning i Erska landskommun 1938-1946
| 4 | 16 |

| 19 |

| 6 | 1 | 3 | 7 | 3 |

| 20 |

| 6 | 3 | 8 | 3 |

| 20 |